# Mårten
Mårten är en försvenskad form av mansnamnet Martin. Första belägg är från 1348. och det var den normala namnformen i Sverige före reformationen. En dansk form av namnet är Morten. Den holländska formen är Maarten och den polska Marcin.
Namnet hade en viss popularitet under 1960-talet och 1970-talet, men har sedan dalat i listorna. Namnet fanns även i bondesamhället under början och mitten av 1800-talet. 
Den 31 december 2019 fanns det totalt 5 836 personer i Sverige med namnet, varav 3 073 med det som tilltalsnamn.
År 2003 fick 75 pojkar namnet, varav 28 fick det som tilltalsnamn.
Det helgon man firar den 10 november, Mårtensafton, med att äta gås och svartsoppa hette Martinius, senare Martin av Tours, och var ursprungligen en romersk soldat som konverterat till kristendomen. Invånarna i staden Tours ville göra honom till biskop, men han gömde sig bland gässen för att slippa. Dessa skränade och avslöjade honom och han blev biskop 11 november 371.
Namnsdag i Sverige: 11 november. I den finlandssvenska namnsdagslängden har Mårten namnsdag 10 november sedan 1950.

## Personer med namnet Mårten
- Mårten Andersson, svensk komiker
- Mårten Andersson (konstnär), svensk konstnär
- Mårten Edh, alias Promoe, svensk rappare och graffitimålare
- Mårten Edlund, svensk författare och översättare
- Mårten Falk, svensk gitarrist
- Mårten Lärka, svensk artist
- Mårten Melin, svensk barnboksförfattare
- Mårten Palme, svensk nationalekonom
- Mårten Sandén, svensk barnboksförfattare
- Mårten Eskil Winge, svensk konstnär

## Fiktiva
- Mårten Gås (seriefigur), seriefigur i Kalle Anka